# Castulo hamula
Castulo hamula là một loài bướm đêm thuộc phân họ Arctiinae, họ Erebidae.